# Hidalgo kommun, Durango
Hidalgo är en kommun i Mexiko.   Den ligger i delstaten Durango, i den centrala delen av landet, 900 km nordväst om huvudstaden Mexico City.
Följande samhällen finns i Hidalgo:
- Villa Hidalgo
- Benjamín Urías
- Las Playas
- Villa Unión de Muñoz